# Петрилья, Энцо
Энцо Петрилья (итал. Enzo Petriglia; род. 27 сентября 1946, Веллетри, Лацио) — итальянский боксёр, представитель лёгкой весовой категории. Выступал за сборную Италии по боксу во второй половине 1960-х годов, чемпион итальянского национального первенства, бронзовый призёр Средиземноморских игр, участник летних Олимпийских игр в Мехико. В период 1968—1974 годов боксировал также на профессиональном уровне, владел титулом чемпиона Италии в лёгком весе, был претендентом на титул чемпиона EBU.

## Биография
Энцо Петрилья родился 27 сентября 1946 года в городе Веллетри региона Лацио, Италия.

### Любительская карьера
Впервые заявил о себе в боксе в 1965 году, выиграв серебряную медаль на чемпионате Италии в зачёте лёгкой весовой категории.
В 1966 году стал чемпионом Италии в лёгком весе, вошёл в основной состав итальянской национальной сборной и принял участие в матчевой встрече со сборной США в Неаполе, где по очкам выиграл у американского боксёра Ронни Харриса, будущего олимпийского чемпиона.
На чемпионате Италии 1967 года Петрилья вновь был лучшим. Помимо этого, он побывал на Средиземноморских играх в Тунисе, откуда привёз награду бронзового достоинства. Дошёл до четвертьфинала на домашнем чемпионате Европы в Риме, боксировал в матчевых встречах со сборными Испании и Ирландии.
Благодаря череде удачных выступлений удостоился права защищать честь страны на летних Олимпийских играх в Мехико. В категории до 60 кг благополучно прошёл первых троих соперников по турнирной сетке, в том числе победил ганца Джо Марти, нигерийца Джонатана Деле и аргентинца Педро Агуэро. Однако в четвёртом четвертьфинальном бою со счётом 0:5 потерпел поражение от поляка Юзефа Грудзеня и попасть в число призёров не смог.

### Профессиональная карьера
Вскоре по окончании Олимпиады Петрилья покинул расположение боксёрской команды Италии и в декабре 1968 года успешно дебютировал на профессиональном уровне. Долгое время шёл без поражений, хотя выступал исключительно на домашних итальянских рингах, и уровень его оппозиции был не очень высоким.
В 1971 году завоевал титул чемпиона Италии в лёгком весе, который затем дважды защитил.
В сентябре 1972 года боксировал с соотечественником Антонио Пудду (47-1-1) за титул чемпиона Европейского боксёрского союза (EBU), но проиграл техническим нокаутом в одиннадцатом раунде.
Оставался действующим боксёром вплоть до 1974 года. В общей сложности провёл на профессиональном ринге 31 бой, из них 23 выиграл (в том числе 14 досрочно), 5 проиграл, тогда как в трёх случаях была зафиксирована ничья.